# André Boyer-Mas
Pour les articles homonymes, voir abbé Boyer, Boyer et Mas.
André Boyer-Mas, dit Abbé Boyer-Mas ou Monseigneur Boyer-Mas, né à Carcassonne (Aude), le 1er août 1904 et mort le 16 novembre 1972 à Saint-Élix-le-Château dans un accident de voiture près de Saint-Gaudens (Haute-Garonne), était un ecclésiastique et diplomate français.

## Biographie
André Boyer-Mas est issu d'une famille modeste de Laroque-de-Fa (Aude) dans les Hautes-Corbières, où son père est loueur de chevaux et de voitures.
Après des études au petit puis au grand séminaire de Carcassonne, il entre à l'Institut catholique de Toulouse de Toulouse et suit des études de patristique et droit canonique d'où il garde une vision des relations sociales emprunte de juridisme. Sa formation est interrompue par son service militaire. Il est incorporé en mai 1925 au 25e bataillon de chasseurs alpins de Menton et participe à la guerre du Rif au Maroc menée par le général Lyautey.
Après sa démobilisation, il reprend ses études et est ordonné prêtre le 29 juin 1928. Il est nommé vicaire à l'église Saint-Martin de Limoux, mais des rumeurs sur sa conduite[Lesquelles ?] conduisent l'évêque à chercher à couper court à un possible scandale.
Il est alors nommé professeur de lettres au petit séminaire de Castelnaudary au mois de mai 1931. Cette mesure disciplinaire le blesse profondément. Le 27 juillet, il écrit à des amis: « La société ne m'intéresse plus, même celle de mes confrères, car je ne puis plus me mêler à elle avec liberté et franchise. Je n'oublierai jamais ses petitesses, ses hypocrisies, ses jalousies et ses haines. Avec tous ces glaives, elle m'a blessé dans ce que j'ai et qui est plus que moi-même: mon sacerdoce. »

## La guerre d'Espagne
Le 1er août 1932, il retrouve une paroisse, comme curé à Puginier, petit village d'une centaine d'âmes situé sur les contreforts de la Montagne Noire dans l'Aude. Cette affectation semble être la continuité d'une punition pour lui.
Il crée une fondation qu'il confie à une congrégation de religieuses dominicaines dont la maison mère se trouve en Espagne. Les origines occitanes de Boyer-Mas font qu'il maîtrise parfaitement la langue ibérique, il va donc entretenir des contacts étroits avec ce pays.
Quand survient la Guerre d'Espagne, certains membres du clergé étant persécutés, il organise le passage de plus de 330 personnes vers la France, il se charge de leur convoiement et de leur hébergement. Une fois que Franco prend le pouvoir, les réfugiés regagnent l'Espagne.
Il se forge comme cela de solides amitiés, et bénéficie d'un crédit sans bornes auprès du régime franquiste et de ses partisans. En octobre 1936, il soutient publiquement Francisque Gay contre Albert Bayet qui, le mois précédent, dans L’Œuvre, excuse les agressions du Frente Popular envers les prêtres et les religieux de l'église catholique espagnole. Ses prises de positions dans la presse ne sont pas du goût des défenseurs des libertés, l'accusant d'un extrémisme religieux contraire à son engagement de serviteur de l'église.

## Les relations franquistes
Depuis Napoléon Ier, les relations entre la France et l'Espagne n'ont pas toujours été des meilleures. 1936, en pleine guerre civile, la presse française ne sait plus trop quoi penser... Certains accusent les républicains de persécuter les ecclésiastiques, d'incendier les églises. Les franquistes reprochent à la France son soutien inconditionnel au camp des « rouges »...
Il est aussi reproché à la France d'héberger l'or de la banque d'Espagne, des œuvres d'art, et des armes, que les républicains auraient fait passer par la frontière pyrénéenne. Bien que l'Espagne se déclare neutre dans le nouveau conflit mondial, en 1939, la France craint une alliance secrète avec l'Allemagne contre elle.
La France n'a pas beaucoup de marge de manœuvre, il lui faut donc jouer de la diplomatie, le gouvernement de la République française reconnaît le nouveau pouvoir franquiste le 17 février 1939, Édouard Daladier nomme le Maréchal Pétain ambassadeur à Burgos. Jean Mistler, président de la commission des Affaires étrangères décide de lui adjoindre André Boyer-Mas comme attaché cultuel, personnage qui possède de nombreuses entrées dans le royaume hispanique.
Boyer-Mas prend sa mission à cœur, le 18 mai 1940, il organise une manifestation pour un pèlerinage de Français vers Saragosse, comprenant 500 pèlerins et aussi plusieurs évêques, dont celui de Perpignan. L'accueil est chaleureux aux cris de « Vive la France, catholique et immortelle ! », l'opération est réussie, le peuple espagnol reprend confiance en son voisin...
Décoré de l'ordre de la Francisque, il est cependant déchu du droit au port de son insigne le 11 mai 1943 par une décision du Conseil de la francisque, présidé par le général Charles Brécard, grand chancelier de l'ordre de la Légion d'Honneur. Ce même conseil prend une décision identique à l'égard de deux autres « dissidents » de l'ambassade de France à Madrid, le colonel Buot de l’Épine, attaché militaire et Renaud Sivan, secrétaire d'ambassade.

## Son engagement gaulliste
Boyer-Mas est considérablement affecté par l'armistice du 22 juin 1940 signé par la France, il s'inquiète des dérives possibles que le nazisme fait peser sur l'avenir du monde latino-catholique[réf. souhaitée]. Mais il reste fidèle au général en chef des armées françaises de la Première Guerre mondiale. Comme beaucoup de diplomates, il se range derrière la majorité de l'époque et renouvelle sa confiance dans le nouveau chef d'État...
Il prend vite conscience de la gravité de la situation, il laisse de côté son admiration envers Pétain pour servir le gaullisme.

## Le diplomate "Monsignor"
Derrière le curé de campagne se cachait un fin diplomate. L'abbé Boyer-Mas avait également été remarqué par la Curie, il était devenu le confident particulier et ambassadeur du Pape Pie XII, fait camérier du Saint-Père en 1941, avec le titre de « monseigneur », tel un légat officieux du pape.
Il a donc aussi servi pendant des années comme informateur du gouvernement français, sur toutes les mouvances hispaniques, une sorte d'agent secret au service de l'État.

## Les évadés de France
Après l'appel du 18 Juin 1940, une poignée de Français décidèrent de tout quitter, travail, famille, études, amis, pour rallier au péril de leur vie les Forces françaises libres en Afrique du Nord ou à Londres.
Pour cela, il fallait franchir les Pyrénées et l'Espagne franquiste, qui n'était pas alliée à l'Allemagne, mais n'y était pas hostile sur le fond. Au départ, les autorités espagnoles considéraient ces personnes comme des terroristes, les internaient dans des camps, notamment celui de Miranda de Ebro et les livraient par la suite aux forces allemandes du sud de la France.
À partir de 1943, la répression s'assouplit et la Croix Rouge française prend en charge ces réfugiés, Boyer-Mas à la tête de la Délégation française de la Croix-Rouge en Espagne, dont le siège est à Madrid, organise de nombreux convois vers les ports de la Méditerranée pour embarquer vers l'Afrique du Nord à bord notamment des bateaux le « Gouverneur Général Lépine » et le « Sidi Brahim », sous escorte de navires de guerre,.
| - Par le Portugal - 19 février 1943 - 28 avril 1943 - 23 mai 1943 - 9 juin 1943 - 25 juin 1943 - 15 juillet 1943 - 18 août 1943 - 21 septembre 1943 - Par Malaga - 21 octobre 1943 - 2 novembre 1943 - 15 novembre 1943 - 29 novembre 1943 - 13 décembre 1943 - 29 décembre 1943 | - Par Algésiras ou Gibraltar - 2 février 1944 - 11 février 1944 - 24 février 1944 - 22 mars 1944 - 1er avril 1944 - 8 avril 1944 - 15 avril 1944 - 28 avril 1944 - 7 mai 1944 - 16 mai 1944 - 26 mai 1944 - 2 juillet 1944 - 14 août 1944 - 29 septembre 1944 - 8 octobre 1944 - 11 octobre 1944 - 23 octobre 1944 - 3 novembre 1944 - 13 décembre 1944 - 2 janvier 1945 |

De même qu'après la libération, il organisera des convois inverses vers la France :
- 31 décembre 1944 (depuis Madrid)
- 30 avril 1945 (depuis Barcelone)
- 5 mai 1945 (depuis Barcelone)

## La controverse
Mgr Boyer-Mas fit également polémique en raison de sa vie qui ne correspondait pas à celle habituelle d'un prêtre. Ainsi, il était agent occasionnel des services secrets et un acteur de la diplomatie de guerre. Il menait un mode de vie décousu et fantasque. Il a été l'ami intime de l'actrice Cécile Sorel, qui disait qu’elle était toujours émue quand elle évoquait ce « corps d'athlète moulé dans ses robes, sa taille de matador serrée dans ses larges ceintures » qui le faisait apparaître tel un « Apollon en soutane ». Il était également propriétaire d'un cheval de course nommé « Stalingrad ».
Il prit comme devise la terrible parole de saint Paul, au chapitre VII de la 2e épître aux Corinthiens : « Per gloriam et ignobilitatem, per infamiam et bonam famam (Par l'honneur et le déshonneur, par la bonne et l'indigne renommée).».
Il rédige son testament spirituel quelques mois avant sa mort, en demandant « pardon à Dieu et aux hommes de tous ses péchés et de tous ses manquements », il y ajoute cette phrase  qui résume sa philosophie : « Même quand on a été si près d'aller en rendre compte à la seule justice juste, on n'a rien à rectifier de tout ce que l'on a fait avec droiture et courage. Je pense que Dieu nous montrera pourquoi il a permis que nous nous trompions.»

## Sa mort
Le 16 novembre 1972, sa voiture, conduite par sa cousine Élisabeth Danjard, percute un camion sur la RN 125 près de Saint-Gaudens.
Il a été inhumé à Laroque-de-Fa, dans la commune de ses ancêtres; sa tombe est agrémentée d'une plaque en marbre au nom de la reconnaissance des exilés espagnols pour l'action qu'il a menée pendant la guerre civile, et des résistants de la France libre pour l'aide qu'il a apportée dans son action à la Résistance.
Chaque année, une délégation d'Espagnols rescapés de la guerre d'Espagne et de Français anciens résistants, vient fleurir sa tombe.

## Hommages
- 30e anniversaire de sa mort

Le 20 septembre 2002 la commune de Laroque-de-Fa célèbre le 30e anniversaire de la mort d'André Boyer-Mas. Après une messe dans l'église du village, la cérémonie présidée par M. Jacques Fabre, maire, se déroule devant sa tombe, en présence de nombreuses délégations d'anciens combattants, d'anciens de la France Libre, des évadés de France, des internés d'Espagne, et leurs douze drapeaux. La Marseillaise et la sonnerie aux morts sont interprétées pas un détachement du 3e RPIMA de Carcassonne.
- Avenue Monseigneur Boyer-Mas à Saint-Jean-de-Luz [9].

## Distinctions
- Officier de la Légion d'honneur[10].
- Croix de Vermeil de la Croix-Rouge Française[11].

## Devises
- Par l'honneur et le déshonneur, par la bonne et l'indigne renommée (Saint Paul)
- Seuls ceux qui ont erré peuvent enseigner le droit chemin aux autres

## Œuvres
- André Boyer-Mas, Comment le cœur de Turenne est à Saint-Paulet (Aude) : ou les tribulations d'un grand coeur, Édouard Privat, 1938, 56 p.
- André Boyer-Mas, « La vie du groupe : itinéraire folklorique avec M Georges Henri Rivière Conservateur du Département et du Musée National des arts et traditions Populaires) », Folklore (Revue mensuelle publiée par le Centre de documentation et le musée audois des arts et traditions populaires, vol. 1, no 8,‎ 1938, p. 141-144 (lire en ligne, consulté le 21 janvier 2021).
- André Boyer-Mas, « Les documents épiscopaux de l'ancien Régime source manuscrite de l'étude du folklore : les procès-verbaux des visites pastorales », Folklore (Revue mensuelle publiée par le Centre de documentation et le musée audois des arts et traditions populaires), vol. 2, no 5,‎ 1939, p. 138-160 (lire en ligne, consulté le 20 janvier 2021).
- André Boyer-Mas et Ville de Saint-Jean-de-Luz, Exposition commémorative du 3e centenaire du mariage de Louis XIV avec Marie-Thérèse : 1660-1960, Saint-Jean-de-Luz étape royale Catalogue par Mgr Boyer-Mas, Bordeaux, Delmas, 1960, 105 p.
- (es) Léon Schick (trad. André Boyer-Mas), Jacobo Fucar, un gran hombre de negocios del siglo XVI [« Un grand homme d`affaires au début du XVIeme siècle: Jacob Fugger »], Madrid, Aguilar, coll. « Literaria », 1961, 456 p.
- André Boyer-Mas, Centenaire de la semaine religieuse de Carcassonne : Un siècle de vie diocésaine dans l'église, 1868-1968, Semaine religieuse, 1968 (ASIN B0014YAUPQ).

## Pour approfondir